# Beechcraft Baron
Beechcraft Baronlà một loại máy bay động cơ piston hạng nhẹ, do hãng Beech Aircraft Corporation phát triển, hiện nay do hãng Hawker Beechcraft Corporation chế tạo. Baron là một biến thể của Beechcraft Bonanza.

## Biến thể
Barons có 3 kiểu cơ bản: Baron 55 (thân ngắn), Baron 56 (thân ngắn) và Baron 58 (thân dài), với vài biến thể phụ với mỗi kiểu. 

### T-42A Cochise (95-B55B)

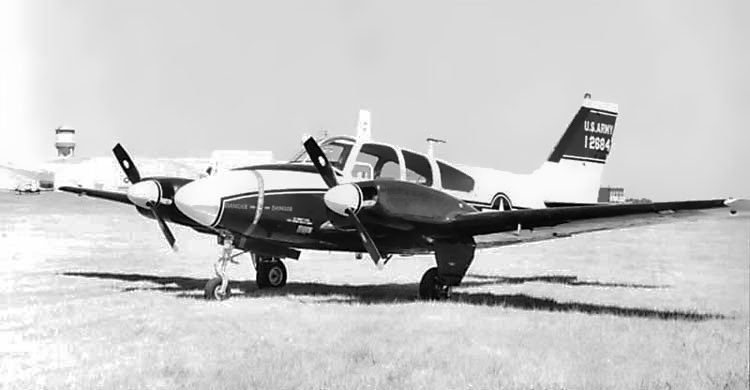
T-42 Cochise

### Baron 55

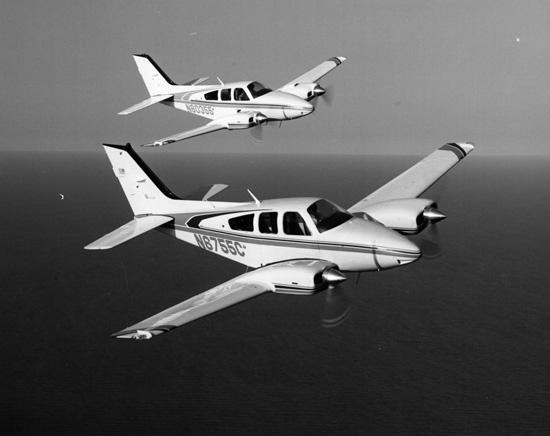
Baron 55 bay trong đội hình với 1 chiếc B55 chế tạo năm 1980.

Baron B55 bản 1996.

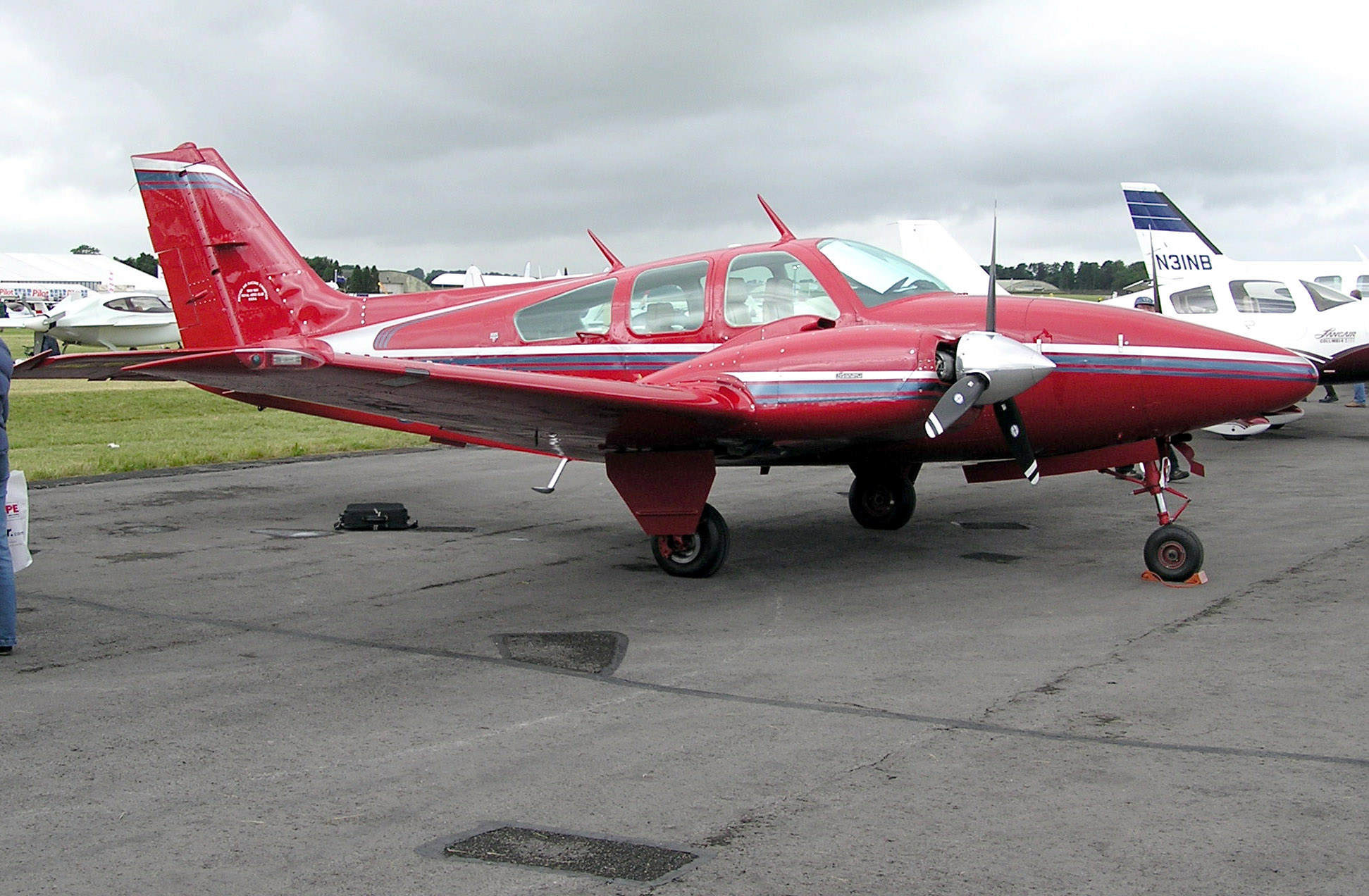
Beechcraft Model E55 Baron

Model 95-55 Baron
55
A55
B55
C55
D55
E55

### Baron 56TC

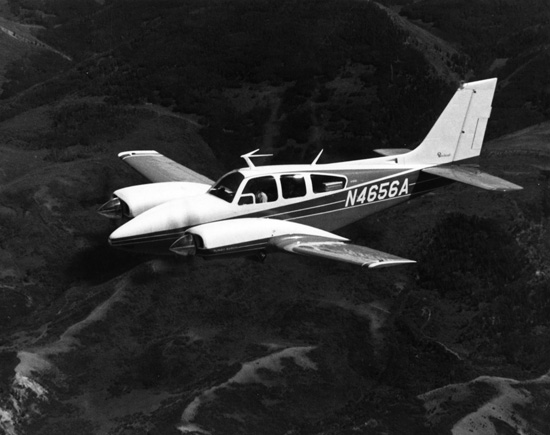
Baron 56TC.

56TC
A56TC

### Baron 58

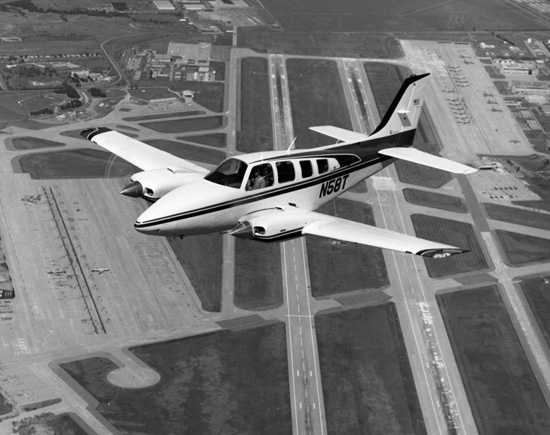
Baron 58.

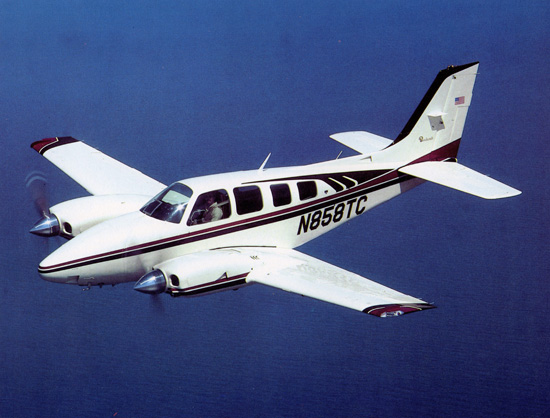
58TC.

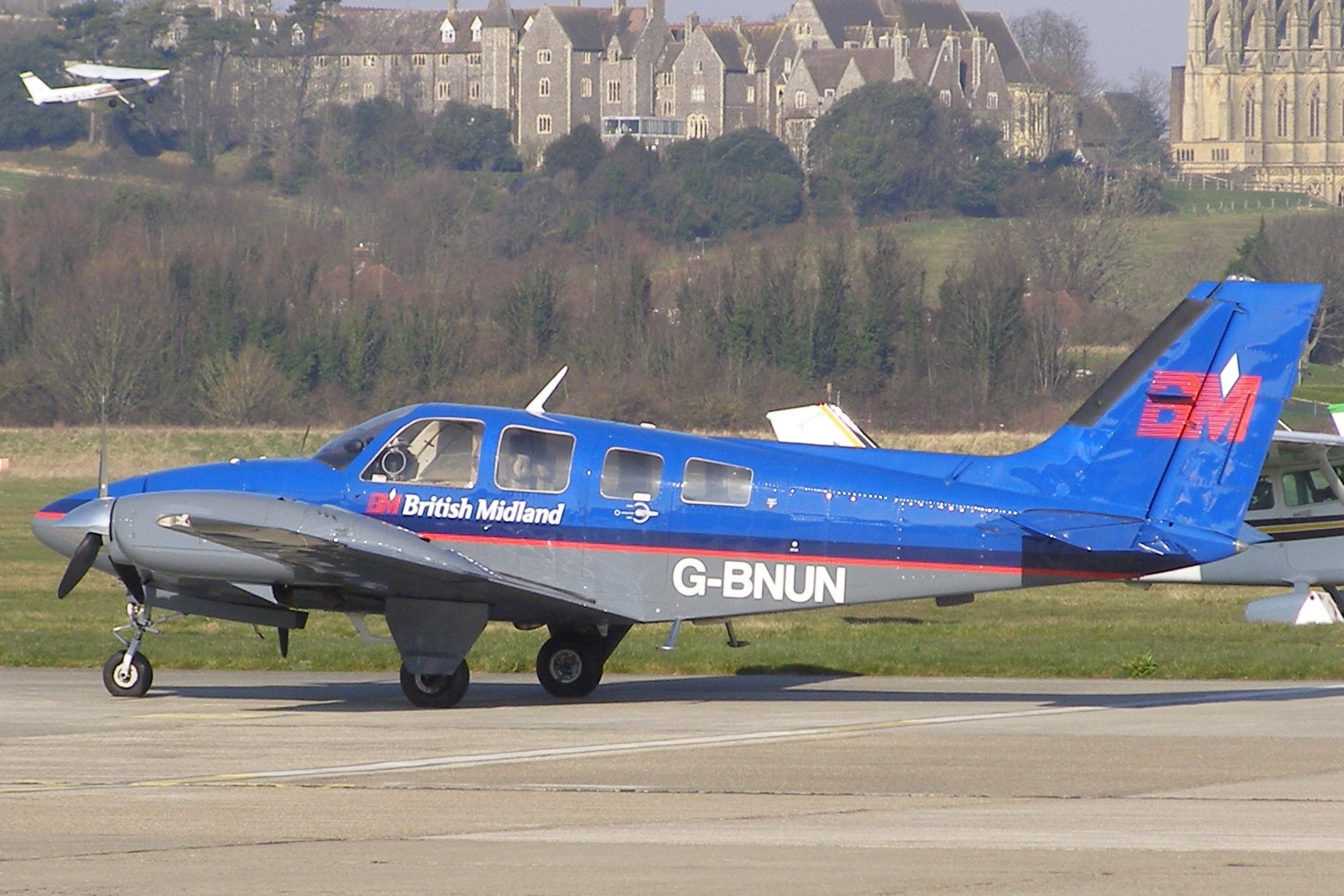
Baron 58PA

58 Baron
58P Baron
58TC Baron
G58 Baron

## Quốc gia sử dụng

### Quân sự
Bolivia
 Trung Phi
 Colombia
 Chile
 HaitiLực lượng vũ trang Haiti
 México
 Pakistan
 Paraguay
 RhodesiaKhông quân Rhodesia
 Tây Ban Nha
 Thổ Nhĩ KỳLục quân Thổ Nhĩ Kỳ
 Hoa KỳLục quân Hoa Kỳ
 Uruguay
 Venezuela
 Zimbabwe

## Tính năng kỹ chiến thuật (B55)
Dữ liệu lấy từ Jane's All The World's Aircraft 1976-77 
Đặc điểm tổng quát
- Kíp lái: 1
- Sức chứa: 5
- Chiều dài: 28 ft 0 in (8,53 m)
- Sải cánh: 37 ft 10 in (11,53 m)
- Chiều cao: 9 ft 7 in (2,92 m)
- Diện tích cánh: 199,2 ft² (18,50 m²)
- Kết cấu dạng cánh: NACA 23016.5 ở gốc, NACA 23010.5 ở đầu mút
- Trọng lượng rỗng: 3.156 lb (1.431 kg)
- Trọng lượng cất cánh tối đa: 5.100 lb (2.313 kg)
- Động cơ: 2 × Continental IO-470-L, 260 hp (194 kW)  mỗi chiếc

 Hiệu suất bay 
- Vận tốc cực đại: 205 knot (380 km/h, 236 mph)
- Vận tốc hành trình: 180 knot (333 km/h, 207 mph) 55% công suất ở độ cao 12.000 ft (3.660 m)
- Vận tốc tắt ngưỡng: 73 knot (135,5 km/h, 84 mph)
- Tầm bay: 942 hải lý (1.746 km, 1.085 dặm) 65% công suất ở độ cao 10.500 ft (3.200 m)
- Trần bay: 19.700 ft (6.000 m)
- Vận tốc lên cao: 1.670 ft/phút (8,5 m/s)